# Шејла Зонић
Шејла Зонић (Биденкопф, 14. јануар 1994) босанскохерцеговачка је певачица.
Рођена је у Немачкој, али се након 4 године преселила у село у близини Санског Моста, где проводи детињство. Похађала је музичку школу у којој је савладала основе музичке теорије и певања. Певала је са музичком групом Диванхана, са њима објављује студијски албум, а потом одлучује да започне сопствену каријеру. Зову је босанском Адел. Њен ујак је Кемал Маловчић.
Дипломирала је и одбранила магистарски рад на Факултету музичке уметности у Сарајеву.
Победница је 17. сезоне такмичења Звезде Гранда, ментор јој је била Цеца.

## Дискографија

### Са групом Диванхана

#### Албуми
- Заврзлама (2022)

#### Синглови
- Ћилим (2021)

### Соло

#### Синглови
- "Дерт" (2024)
- "Црни сњегови" (2024, дует са Мирзом Селимовићем)
- "Паучина" (2024, дует са Принцом)
- "Ако нам је суђено" (2024, дует са Драганом Којићем Кебом)
- "Брак" (2025)